# Црква Светог пророка Илије у Бољевцу
Црква Светог пророка Илије у Бољевцу је српска православна црква из 19. века и седиште је Бољевачке парохије која припада Епархији тимочкој СПЦ. Исто тако, црква представља непокретно културно добро као споменик културе.

## Историја
Након што је 1854. године седиште парохије из Илина пресељено у Бољевац, свештеник Милија Петровић заложио се за прикупљање средстава за зидање цркве. Поред Бољевчана, трошкове зидања цркве сносили су и мештани села: Добрујевац, Илино, Мирово, Оснић, Мали Извор, Добро поље и Валакоње. Тако је црква саграђена 1861. године, а освећена 20. јула 1863. године. Цркву посвећену светом Илији осветио је епископ неготински Евгеније.
Црква је изграђена и осликана у барокном стилу. Проглашена је спомеником културе и заштићена је на основу Одлуке о проглашењу за културно добро СО Бољевац, бр. 633-491/80-07 од 15. маја 1980. године.

## Архитектура
Црква је складних димензија: дужина - 31, 5 метара, ширина - 13, 5 метара на западном делу и 14,5 метара на источном делу. Зидана је каменом па малтерисана. Реч је о једнобродној грађевини која је рађена по узору на Саборну цркву у Београду. Грађевином доминира високи барокни торањ. Главни део храма обличасто је засведен и подељен на четири једнака травеја.

## Сликарство
Црква има осликани иконостас и фреске које се налазе на полуобличастом своду и западном зиду. Поред портрета светаца на иконостасу, на своду храма осликани су детаљи из живота Христовог, а на западном зиду представе Раја и Пакла. Зидове и иконостас осликали су Милија Марковић и његов син Никола (ученик Стеве Тодоровића).